# Monte Giberto

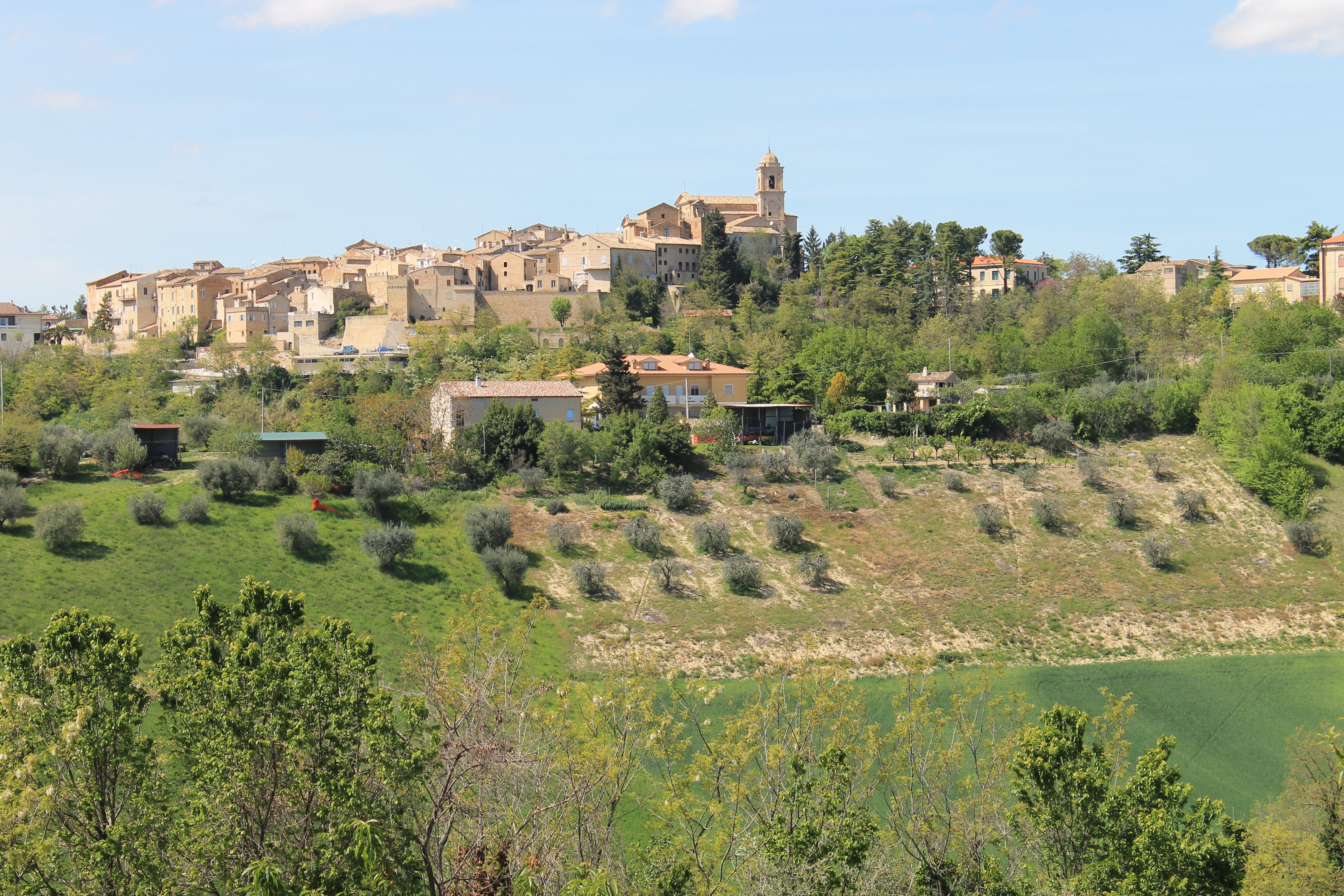
Monte Giberto

Monte Giberto is een gemeente in de Italiaanse provincie Fermo (regio Marche) en telt 865 inwoners (31-12-2004). De oppervlakte bedraagt 12,7 km², de bevolkingsdichtheid is 68 inwoners per km².

## Demografie
Monte Giberto telt ongeveer 317 huishoudens. Het aantal inwoners steeg in de periode 1991-2001 met 6,2% volgens cijfers uit de tienjaarlijkse volkstellingen van ISTAT.
| Jaar | Inwoneraantal |
| ---- | ------------- |
| 1991 | 813           |
| 2001 | 863           |

## Geografie
De gemeente ligt op ongeveer 323 m boven zeeniveau.
Monte Giberto grenst aan de volgende gemeenten: Grottazzolina, Monte Vidon Combatte, Montottone, Petritoli, Ponzano di Fermo.